# جواو ماريو (لاعب كرة قدم غيني بيساو)
جواو ماريو نونيس فيرنانديز (بالبرتغالية: João Mário Nunes Fernandes) (مواليد 11 أكتوبر 1993) هو لاعب كرة قدم كمهاجم.

## روابط خارجية
- جواو ماريو على موقع thefinalball.com222220
- قالب:ForaDeJogo
- جواو ماريو على موقع قاعدة بيانات كرة القدم.إي يو (الإنجليزية)
- جواو ماريو على موقع ناشيونال فوتبول تيمز (الإنجليزية)
- جواو ماريو على موقع Soccerway.com (الإنجليزية)
- جواو ماريو على موقع AS.com (الإسبانية)